# Водневе шосе
Водневе шосе — назва різних проектів будівництва водневих заправних станцій вздовж автомобільних шосе.
Розповсюдження водневих авто стримується відсутністю інфраструктури водневих заправних станцій. Уряди різних країн приймають програми по будівництву водневої інфраструктури.
Планується та ведеться будівництво:

## США
- Водневе шосе (Каліфорнія) — на 2010 рік у 200 заправних станцій на головних шосе штату;
- Hi Way Initiative — водневе шосе в штаті Нью-Йорк (США);
- 2H2 — водневе шосе Іллінойса;
- The Northern H (Канада, США) — до 2010 року планувалось з'єднати заправними станціями великі міста вздовж головних торгових шляхів Манітоби (Канада), Дакоти, Міннесоти, Айови і Вісконсина;
- New York Hydrogen Network: H2-NET (США) — 20 заправних станцій між Нью-Йорком і Баффало (Нью-Йорк (штат));
- Водневе шосе Флориди — між містами Орландо і Тампа.

The Northern H — планується побудувати 12 водневих заправних станцій на відстані приблизно 200 км одна від одної. Всі заправні станції будуть демонструвати різні способи виробництва водню — із різних відновлювальних, або СО2 нейтральних джерел.
Запропоновано шість концепцій виробництва водню:
- із етанола;
- із енергії вітру;
- із метану. Станції будуть отримувати водень із метану, який в свою чергу буде вироблятися із біомаси;
- із вугілля з захватом СО2. Станція буде побудована на заводі по газифікації вугілля в Дакоті;
- із аміаку.
- продаж промислово виробленого водню.

Будівництво першої черги мережі завершиться до 2012 року.
Найбільша в світі мережа водневих заправних станцій побудована в Каліфорнії У 2004 році губернатор штату Арнольд Шварценеггер запропонував план «Бачення 2010» («Vision 2010»). Планом передбачалось будівництво до 2010 року 150—200 водневих заправних станцій на головних шосе штату через кожні 20 миль.
В кінці 2006 року в Каліфорнії функціонувало 39 водневих заправних станцій.

## Канада

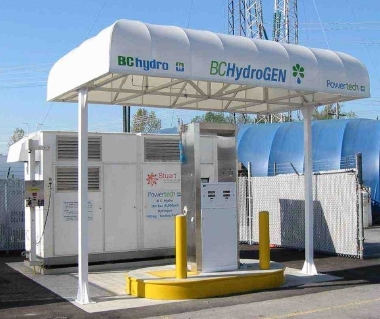
Воднева заправна станція проекту BC Hydrogen Highway

- Водневий коридор (Канада) — 900 км вздовж головних доріг між Монреалем і Віндзором.
- BC Hydrogen Highway — Водневе Шосе Британської Колумбії . Побудувати водневу інфраструктуру від Вістлера до Ванкувера, Суррея і Вікторії, а потім продовжити водневе шосе до Сан-Дієго в Каліфорнії. Будівництво завершилося до Зимових Олімпійських Ігор 2010 року.

## Норвегія
- HyNor (Норвегія) — водневе шосе між містами Осло і Ставангер (580 км).

Перша заправна станція побудована в серпні 2006 року. Закуплено 30 Toyota Prius з двигунами, модифікованими для роботи з воднем.
Офіційне відкриття шосе відбулося 11 травня 2009 року.

## Скандинавські країни
Швеція, Норвегія і Данія створили спільне партнерство: Scandinavian Hydrogen Highway Partnership (SHHP). Партнерство з 2012 до 2015 року планує вивести на дороги 100 автобусів, 500 автомобілів і 500 спеціалізованих транспортних засобів що працюють на водні. Буде побудовано 15 заправних станцій, що самостійно виробляють водень, і 30 станцій в сільській місцевості.

## Європейський Союз
В вересні 2006 року енергетичні компанії Shell Hydrogen B.V., Total France та автомобілебудівні компанії BMW Group, Daimler AG, Ford Motor Company, General Motors Europe AG, MAN Nutzfahrzeuge AG і Volkswagen AG прийняли план під назвою «Наступні Кроки для Розвитку Водневої Інфраструктури Дорожнього Транспорту в Європі».
План поділений на три фази:
- Фаза 1 до 2010 року: Технологічний розвиток і зменшення вартості. Випробування водневого транспорту в одному Європейському регіоні.
- Фаза 2 з 2010 приблизно до 2015 року: Перед комерційна технологічна готовність, підготовка ринку. Інфраструктура заправних станцій (рідкий водень, а також газоподібний під тиском 700 бар). Загальнодоступність водневої інфраструктури в одному пілотному регіоні, також для міських автобусів в декількох міста, або регіонах Європи.
- Фаза 3 приблизно з 2015 року: Комерціалізація. Організація масового виробництва протягом 10 років водневих автомобілів.

План описує критерії вибору демонстраційних міст і регіонів. Першим демонстраційним містом, скоріш за все, стане Берлін.
У 2007 році побудовані дві перших водневих заправних станції по проекту Zero Regio в Ломбардії і Франкфурті.
У 2005 році в Данії був прийнятий проект будівництва водневої інфраструктури під назвою «Hydrogen Link». Перші сім заправних станцій були побудовані в 2008 році. У 2009 році заправні станції були побудовані в трьох містах. До 2018 року Данія планує інвестувати в водневий транспорт €250 млн.

## Мапи

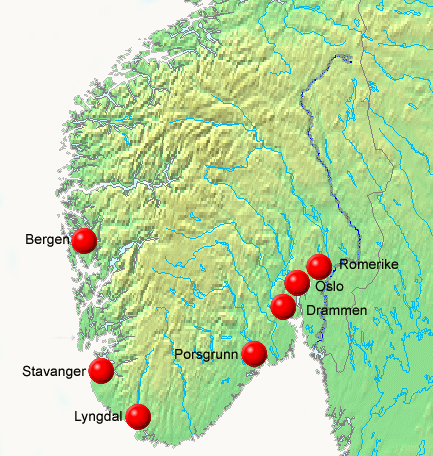
Мапа норвезького проєкту HyNor
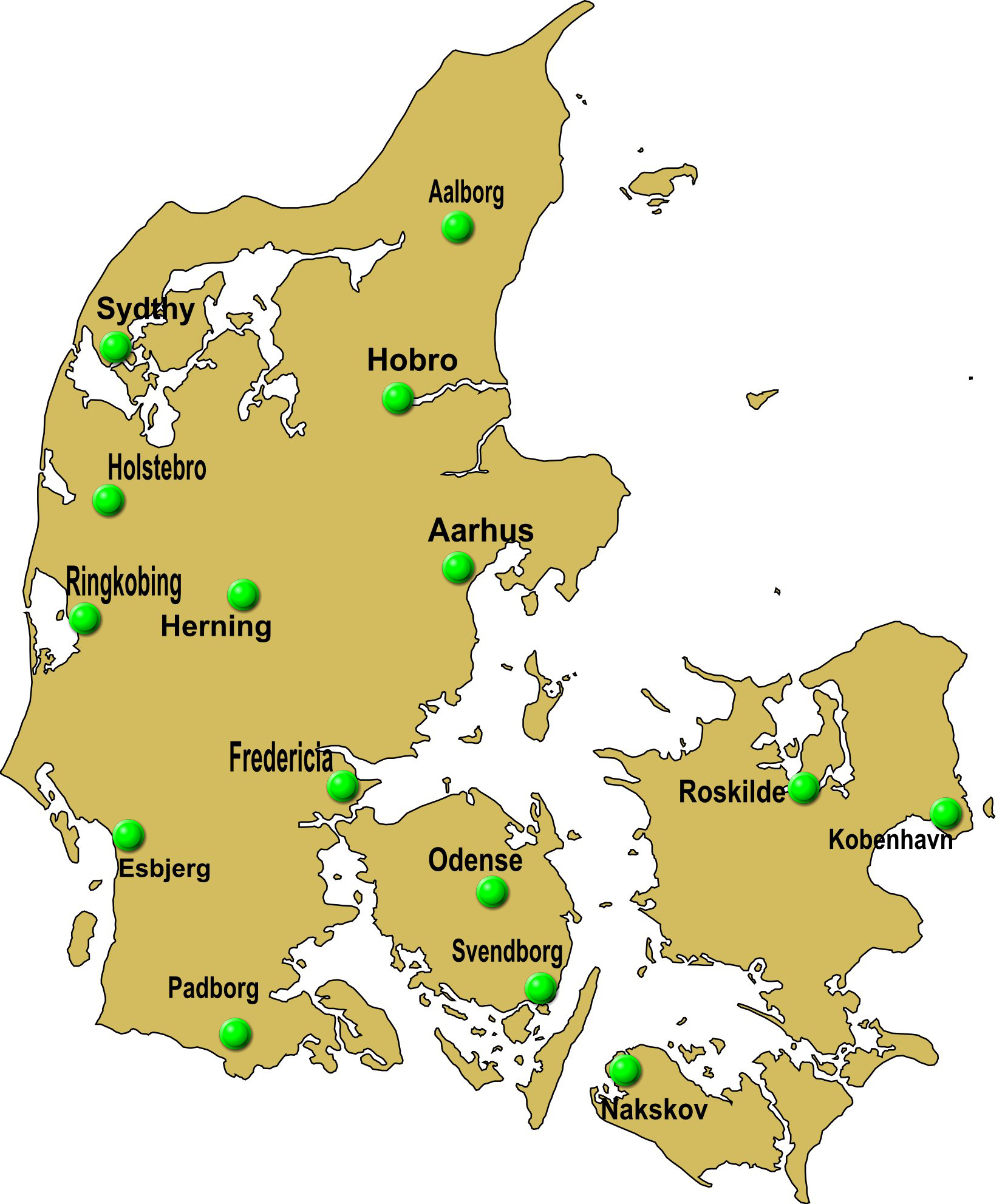
Мапа данського проєкту Hydrogen Link

Мапа гугл з відміченими водневими АЗС [Архівовано 15 серпня 2013 у Wayback Machine.]